# Labruyère-Dorsa
Labruyère-Dorsa è un comune francese di 244 abitanti situato nel dipartimento dell'Alta Garonna nella regione dell'Occitania.

## Società

### Evoluzione demografica
Abitanti censiti